# Brudgum

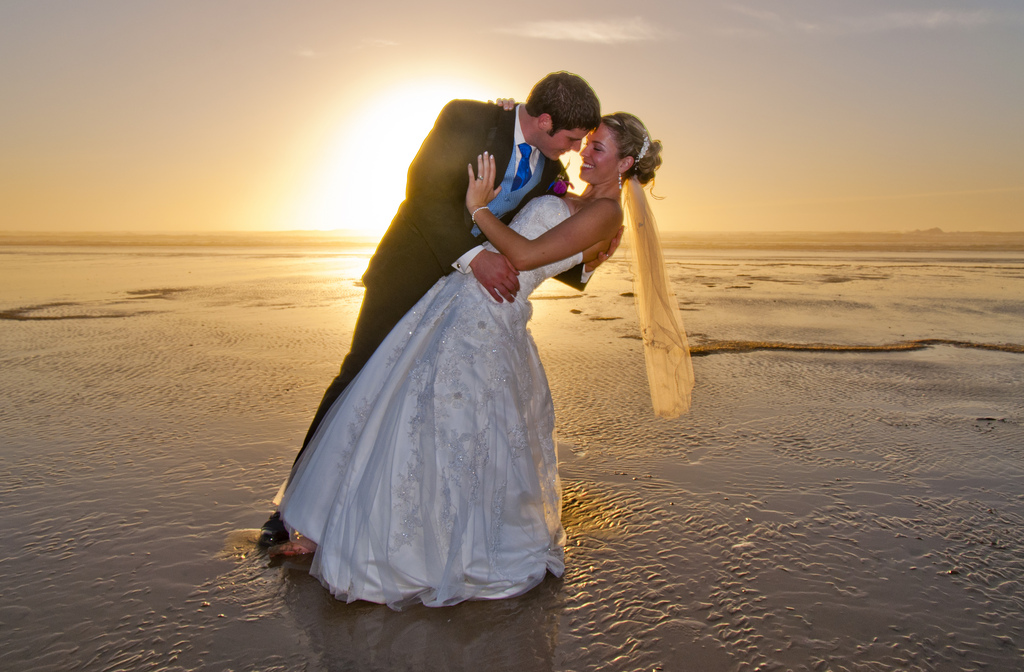
Bröllopsfotografi från 2010 med brudgum och brud.

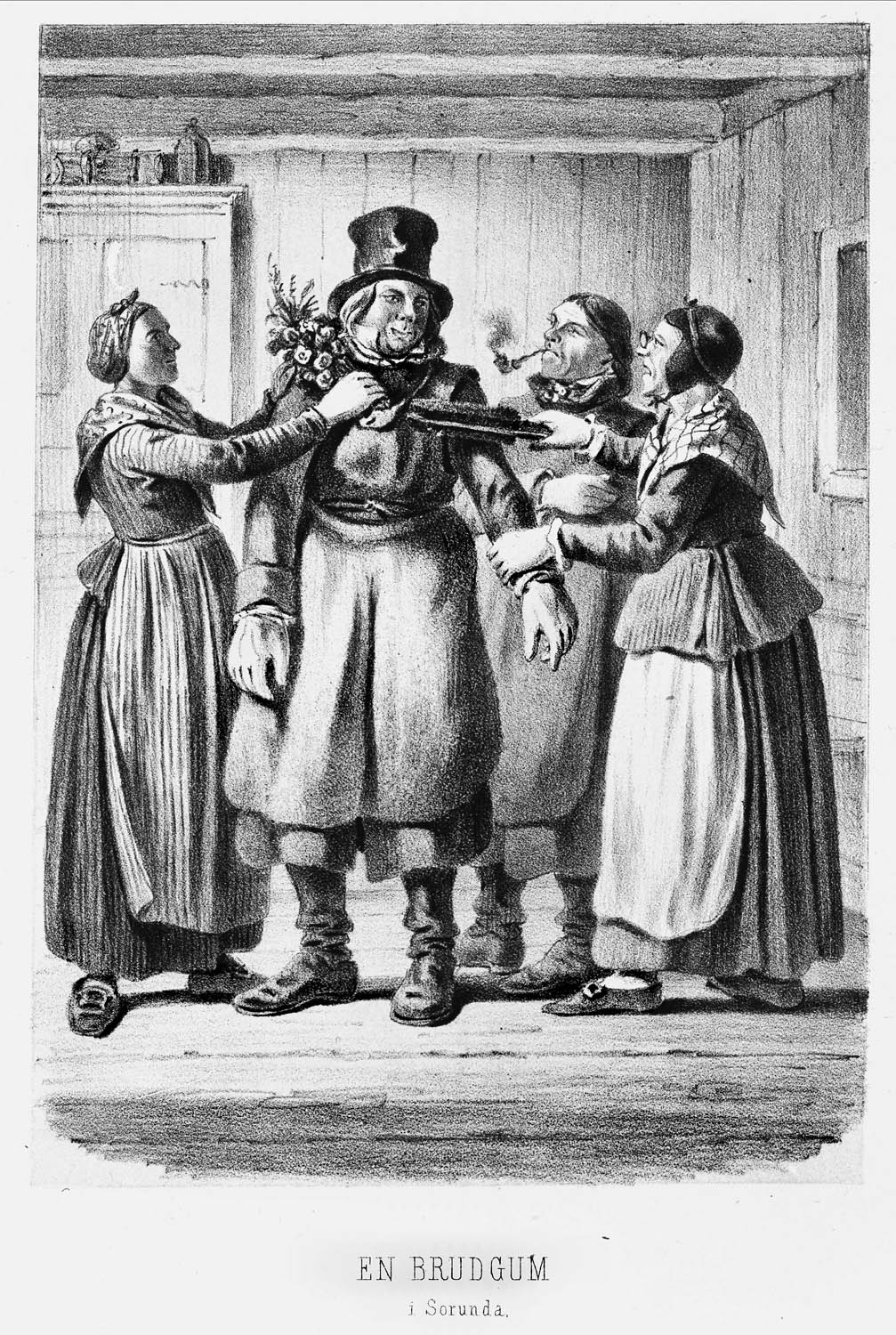
En brudgum i Sorunda, trol. 1850-tal - Nordiska museet.

Brudgum kallas traditionellt en man som ingår äktenskap med en kvinna. Kvinnan kallas traditionellt brud. Om två män ingår äktenskap kan båda männen kallas för brudgummar.
Uttrycket brudgum sägs komma från brud och "gum", som är fornnordiskt för "Man" och besläktat med till exempel homo, homme, hombre.